# Ivan Doroschuk
Ivan Eugene Doroschuk (Urbana, 9 oktober 1957, uitgesproken als dorosjoek) is een Canadese rockmuzikant van Oekraïense afkomst.
Hij is de leadzanger en keyboardspeler van de newwavegroep Men Without Hats, die hij in 1976 oprichtte.
- Bibsys: 10044905
- Biblioteca Nacional de España: XX1766172
- International Standard Name Identifier: 0000 0001 1945 7631
- MusicBrainz: a2d0f2e6-66f9-4fc4-9035-a3879ac7944b
- Virtual International Authority File: 169074737
- WorldCat: E39PBJy8wvKtpVMfVgJ3fyQDv3